# Àngel Morales Cuerva
Àngel Morales Cuerva (Barcelona, 13 de juliol de 1975) és un futbolista català, que ocupa la posició de migcampista.

## Trajectòria
Després de passar per la UD Atlètica Gramenet, el 1996 és fitxat pel RCD Espanyol. Entre eixe any i 1998 va militar al filial, tot i que va aparèixer en sis partits de lliga amb el primer equip. La temporada 98/99 passa mitja temporada a l'Hèrcules CF, on qualla una bona actuació, i l'altra meitat al Deportivo Alavés, on no disposa de tants minuts. Però, a la campanya següent continua a l'equip basc, ja jugant 27 partits i marcant dos gols.
L'estiu del 2000 retorna al RCD Espanyol. En principi és suplent, tot i jugar amb freqüència. La temporada 01/02 ja es fa un lloc titular amb els barcelonins. Eixa campanya disputa 35 partits i la següent 34. La temporada 03/04 juga 31, però quasi la meitat com a suplent i la temporada 04/05 ocupa de nou la banqueta. En tot aquest període de cinc anys jugaria 131 partits amb l'Espanyol, marcant un gol.
La temporada 05/06 recala al Gimnàstic de Tarragona. Amb l'equip del Tarragonès aconsegueix l'ascens a la màxima categoria, tot i que el migcampista és suplent en les dues campanyes al club. Posteriorment, el 2007, fitxa pel Granada CF, de la Segona B.

## Anecdotari
Un pavelló poliesportiu del municipi de Los Hinojosos, a Conca, porta el nom d'Àngel Morales.